# Anderson Dawson
Andrew Dawson (16 juillet 1863 - 20 juillet 1910 à Brisbane), plus connu sous le nom d'Anderson Dawson, est un homme politique australien, qui est le quatorzième premier ministre du Queensland pour une semaine (du 1er au 7 décembre 1899). Il n'a pas seulement été le premier premier ministre travailliste d'un gouvernement australien mais il a été le premier au monde et cet évènement a fait la couverture de la presse internationale. 

## Biographie
Dawson est né à Rockhampton, au Queensland. Ses parents sont morts peu de temps après sa naissance et il est placé dans un orphelinat à Brisbane jusqu'à ce qu'à neuf ans un oncle le prend avec lui à Gympie. Il commence à travailler comme mineur à Charters Towers et, plus tard, est élu président du syndicat de mineurs local. Il devient journaliste et pendant un certain temps est rédacteur en chef du journal local, The Charters Towers Eagle. 
En 1893, Dawson entre en politique comme candidat travailliste à l'Assemblée législative du Queensland pour la circonscription de Charters Towers et il remporte le siège et l'occupe de 1896 à 1899. Lorsque le gouvernement de James Dickson démissionne le 1er décembre 1899, Dawson forme un gouvernement, qui est renversé dès que l'opposition se ressoude. Par la suite, lors de la première élection fédérale au Sénat (1901), il revient comme chef de file du parti. En avril 1904 lorsque Chris Watson forme le premier gouvernement travailliste fédéral, Dawson reçoit le portefeuille de ministre de la défense. 
Il perd son siège à l'élection fédérale de décembre 1906 et est mort en 1910 à Brisbane. 
La circonscription fédérale de Dawson lui doit son nom.